# Willem Royaards

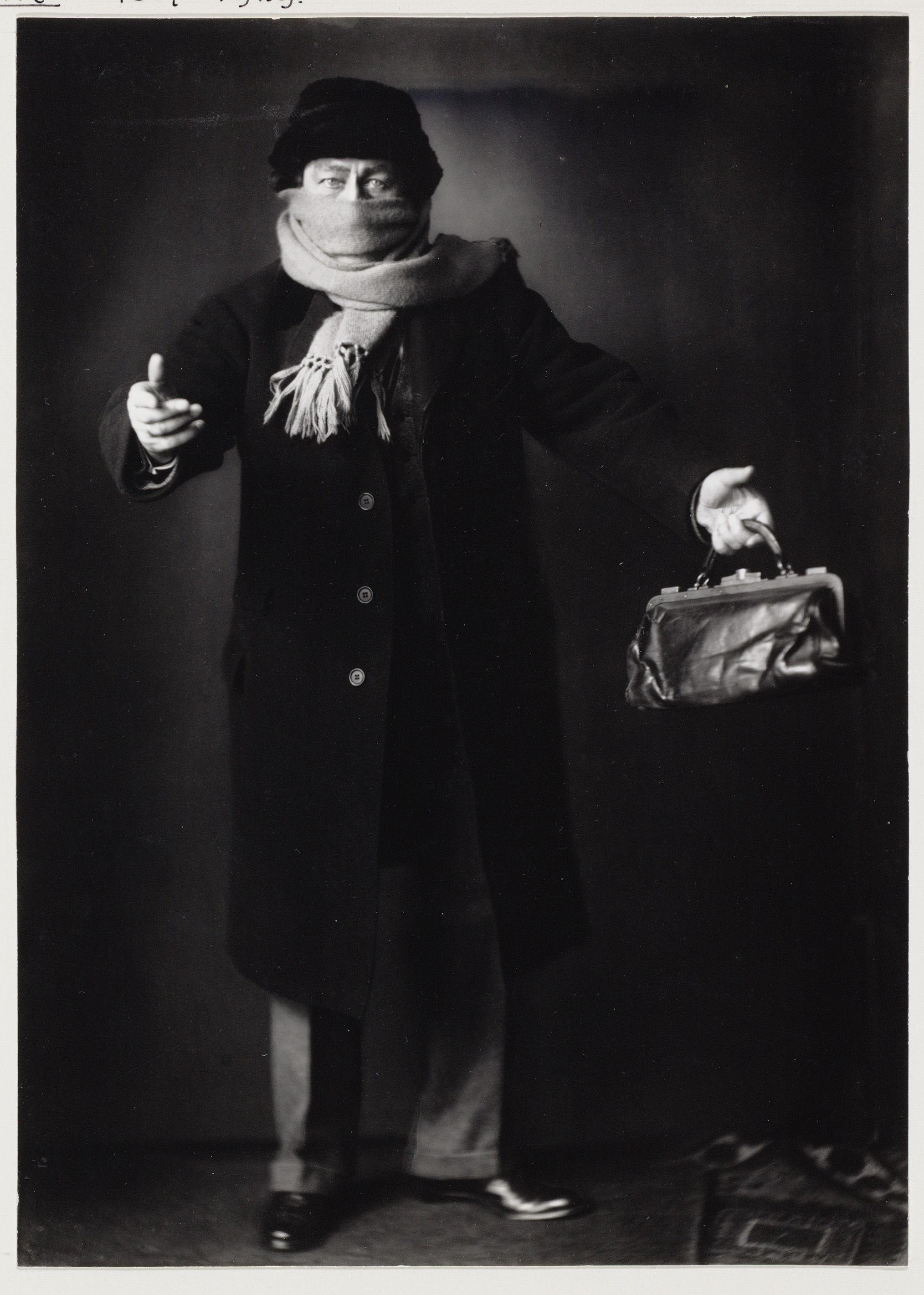
Willem Royaards in het stuk Welkom Vreemdeling 1922

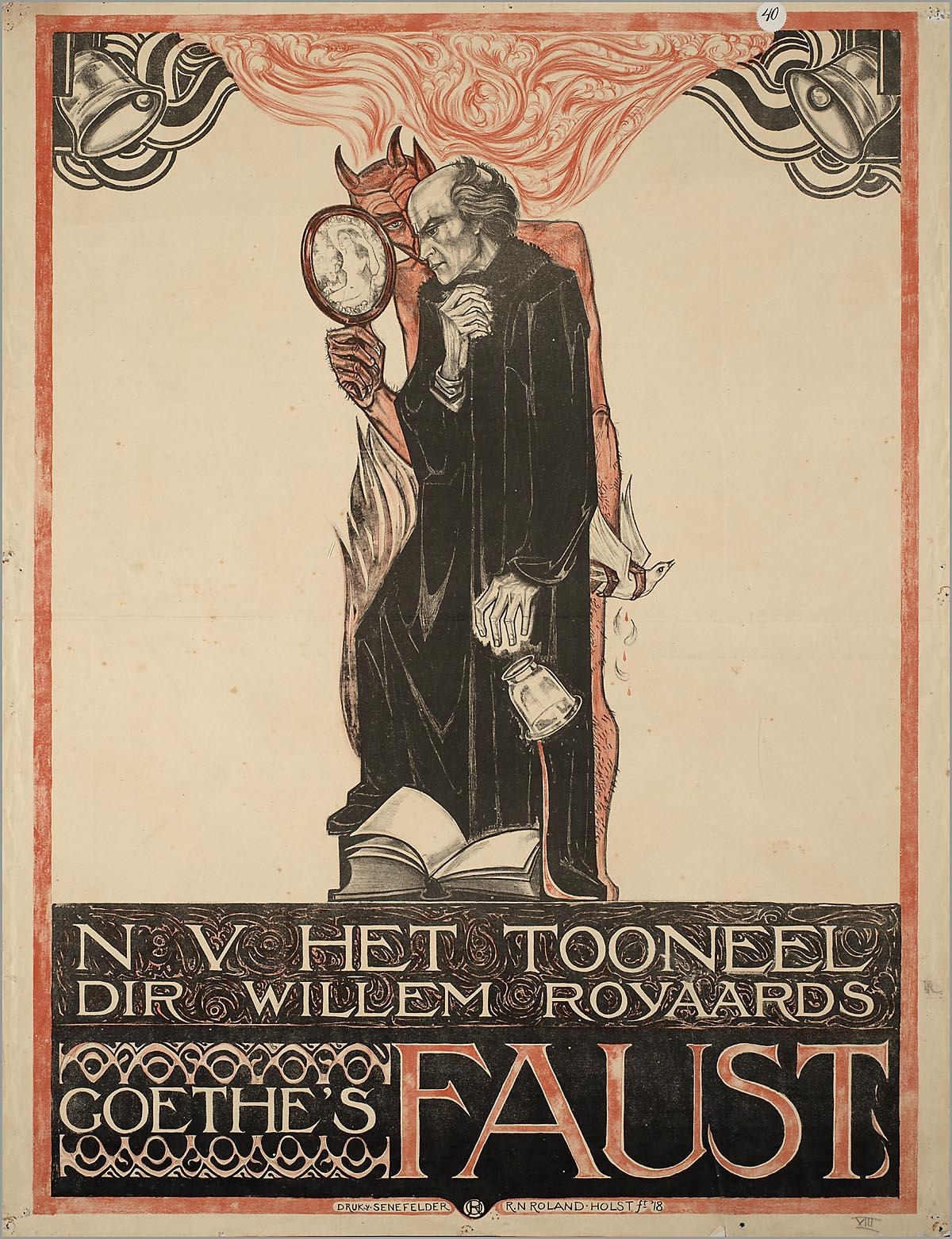
Als Faust, door Richard Roland Holst

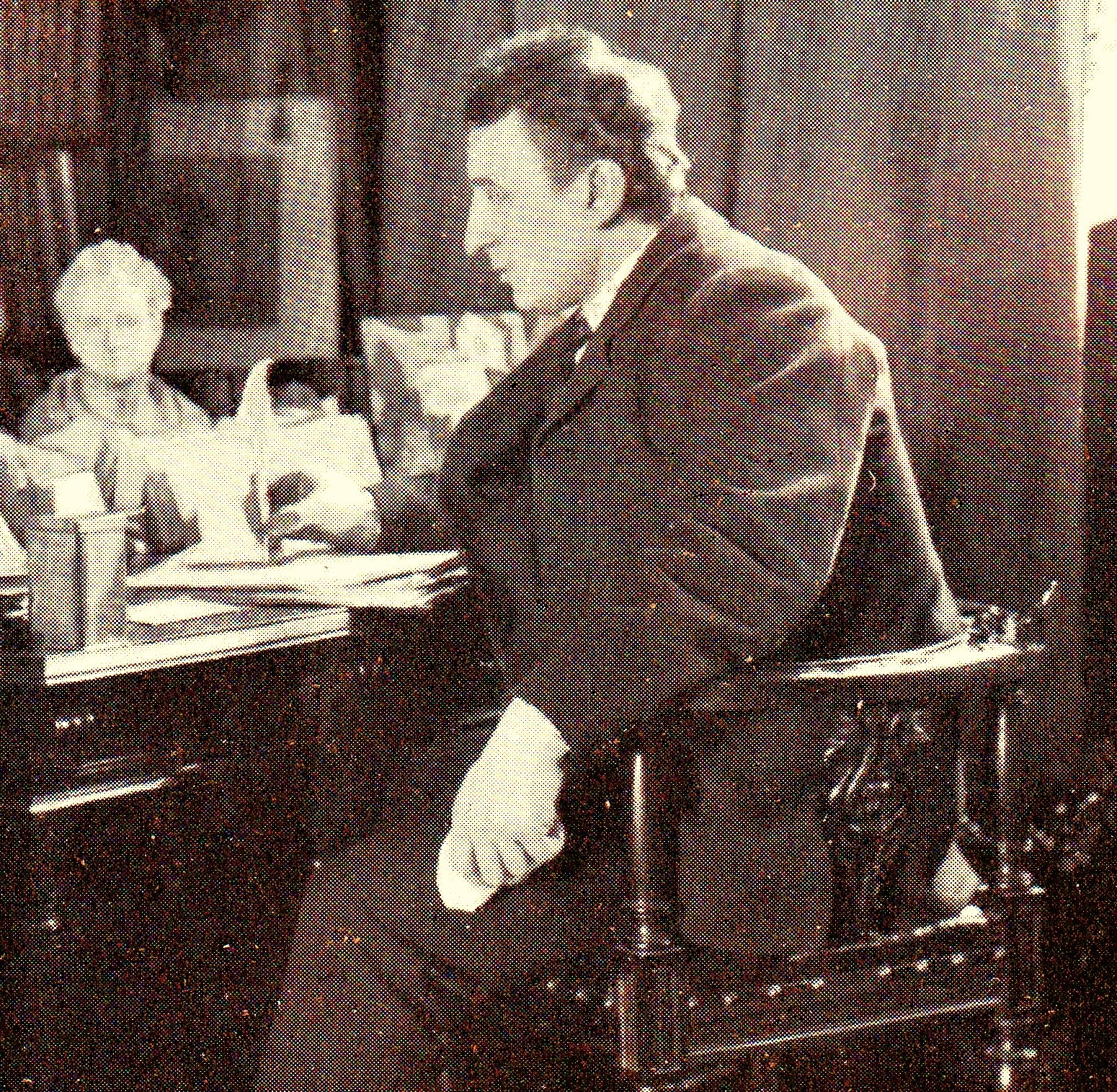
Willem Royaards, 1908

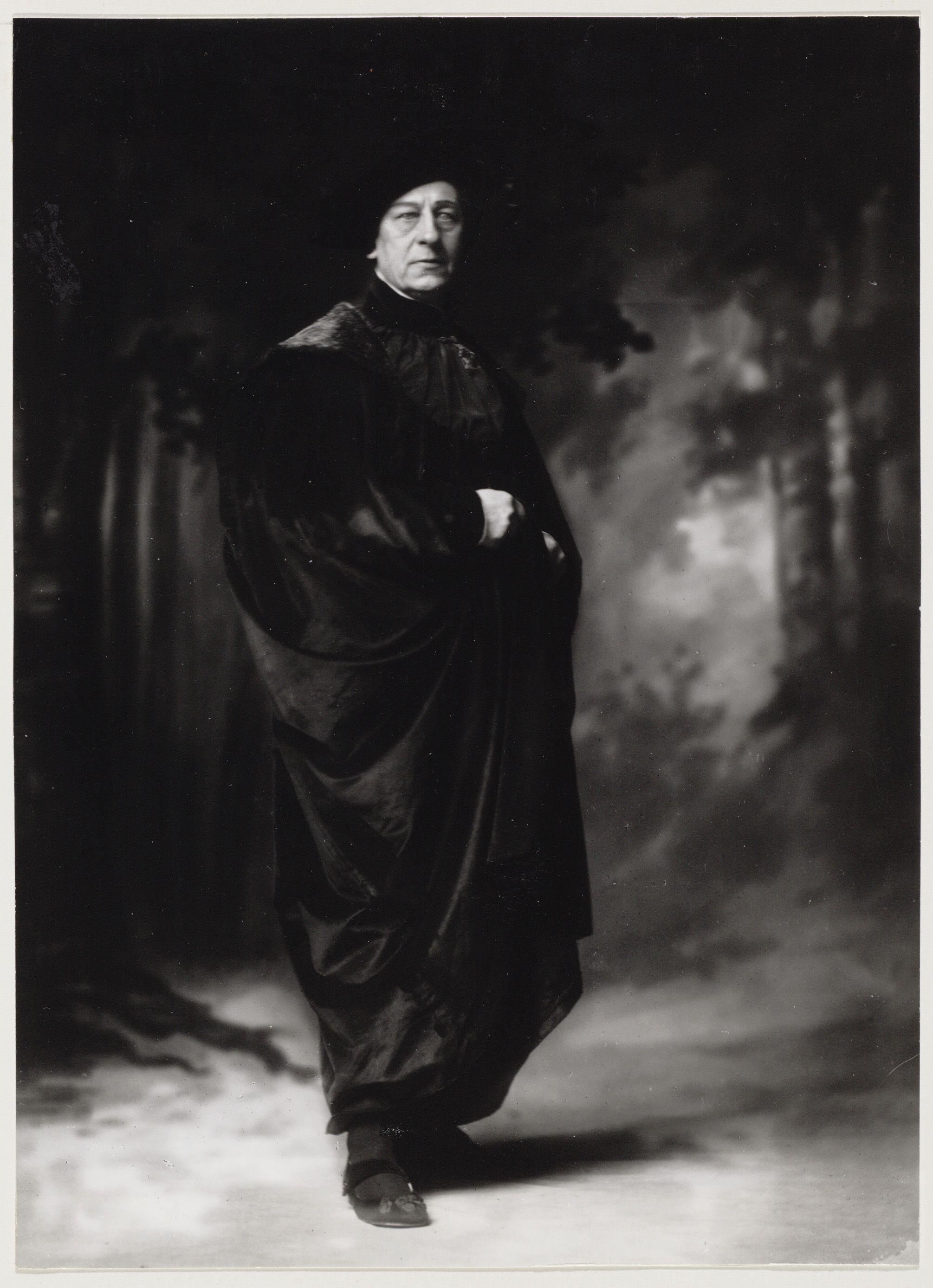
Royaards als Faust 1920

Dr. Willem Cornelis Royaards (Amsterdam, 21 januari 1867 – Menton, 24 januari 1929) was een Nederlands acteur, regisseur en toneelleider.
Op 23 februari 1919 werd hij door de universiteit te Utrecht bevorderd tot Doctor Honoris Causa in de Nederlandse letteren.
Willem Royaards was twee jaar adelborst, alvorens hij in 1886 aan het toneel kwam. Nog datzelfde jaar maakte hij zijn opwachting bij de Koninklijke Vereeniging Het Nederlandsch Tooneel, het gezelschap dat in Amsterdam de Stadsschouwburg en het Grand Théatre bespeelde. Royaards bleef het gezelschap trouw tot het in 1925 werd opgeheven.
Royaards was de stamvader van een toneeldynastie. Uit de relatie met Georgiana Rossini Eveline Whitely, kwam zijn eerste zoon Willem Cornelis Royaards (juridisch adviseur) 
geb 14-09-1899 overleden 23-05-1989. Later is hij gehuwd met de actrices Josephine Spoor en Jacqueline Sandberg (1876-1976). Zijn zoon Ben (uit zijn tweede huwelijk) was de vader van acteurs Jules en Hans Royaards. Rense en Joachim (roepnaam Jochem) Royaards, kinderen van zijn jongste zoon Cornelis Willem, waren ook enige tijd aan het toneel. 
Kleinkinderen: Hans Royaards, Jules Royaards, Rense Royaards, Joachim  Royaards (roepnaam Jochem), Willem Jona Cornelis Royaards, Joachim Royaards (roepnaam Jochem), Jacqueline Hendrica Royaards, Gerrit Jan Royaards, Wilhelmina Alexandra Royaards, Elisabeth Johanna Royaards, Jan Gijsbrecht (Gijs) Royaards, Jacqueline Jacob’s Philippine Royaards.
Toen Royaards in 1912 zijn 25-jarig jubileum vierde, werd hem door de Haarlemse culturele wereld een herdenkingsalbum aangeboden.
Eind december 1928 vertrok de ernstig zieke Royaards naar Zuid-Frankrijk in de hoop er genezing te vinden. Hij overleed er op 62-jarige leeftijd te Menton. Zijn dood kwam niet onverwacht, maar leidde tot diepe rouw. Kranten vulden hele pagina's met herdenkingsartikelen. Begin februari werd het stoffelijk overschot van Royaards overgebracht naar Amsterdam, waar het in de Stadsschouwburg werd opgebaard. Vanuit de schouwburg vertrok op 5 februari een lange stoet naar Driehuis. Voor de schouwburg aan de Jansweg in Haarlem werd een ogenblik stilgehouden. Daarna ging de stoet verder naar begraafplaats Westerveld in Driehuis waar Royaards werd begraven. Het graf (T14), waarin in 1976 ook de weduwe Royaards-Sandberg werd begraven, is niet gemarkeerd.
In dit familiegraf zijn ook alle kinderen begraven. Als laatste zijn oudste zoon Willem Cornelis Royaards op 27-05-1989.

## Trivia
- In Den Haag werd het Willem Royaardsplein naar hem genoemd.